# Maxmilián Pirner

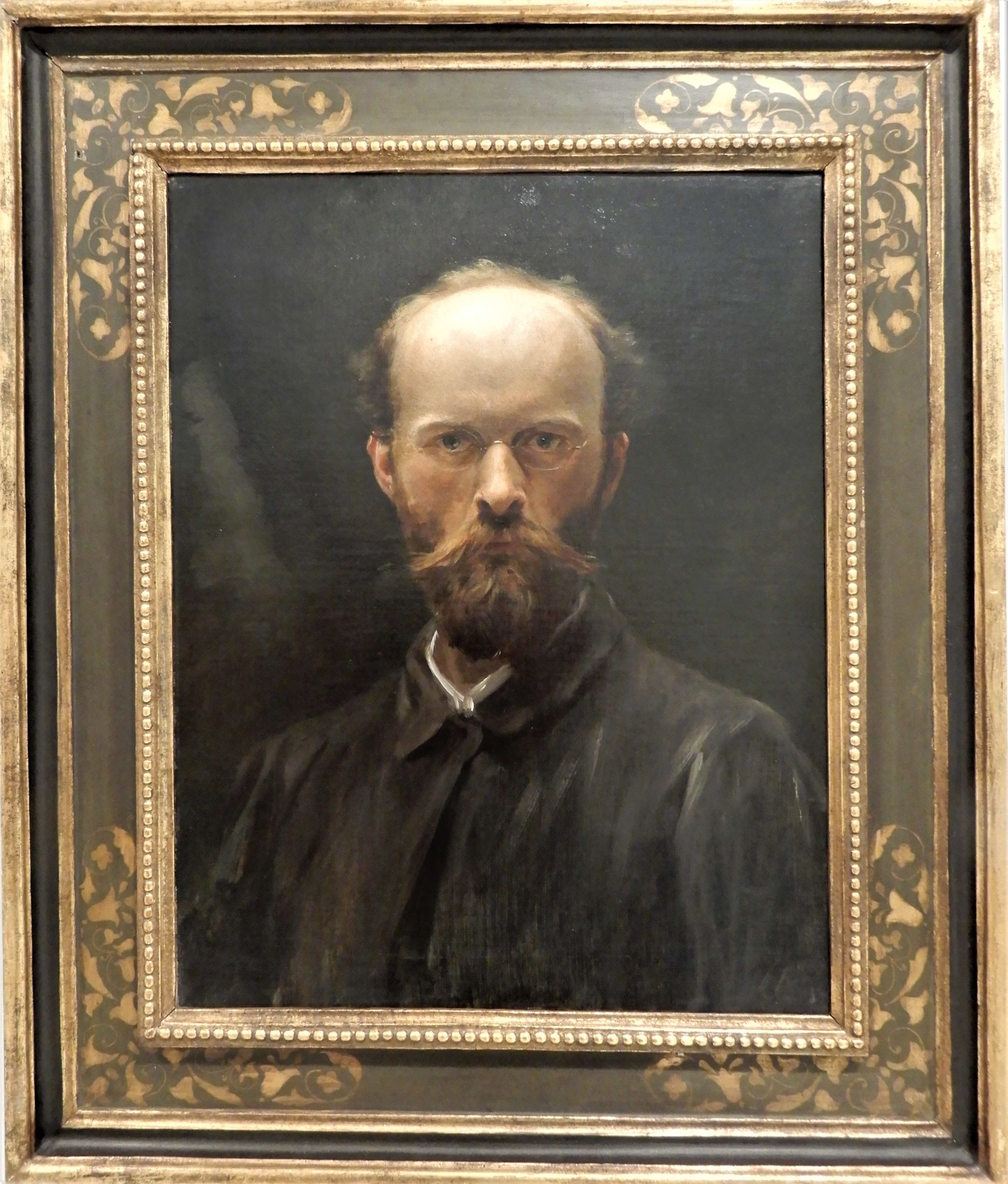
Autoportrét, 1890

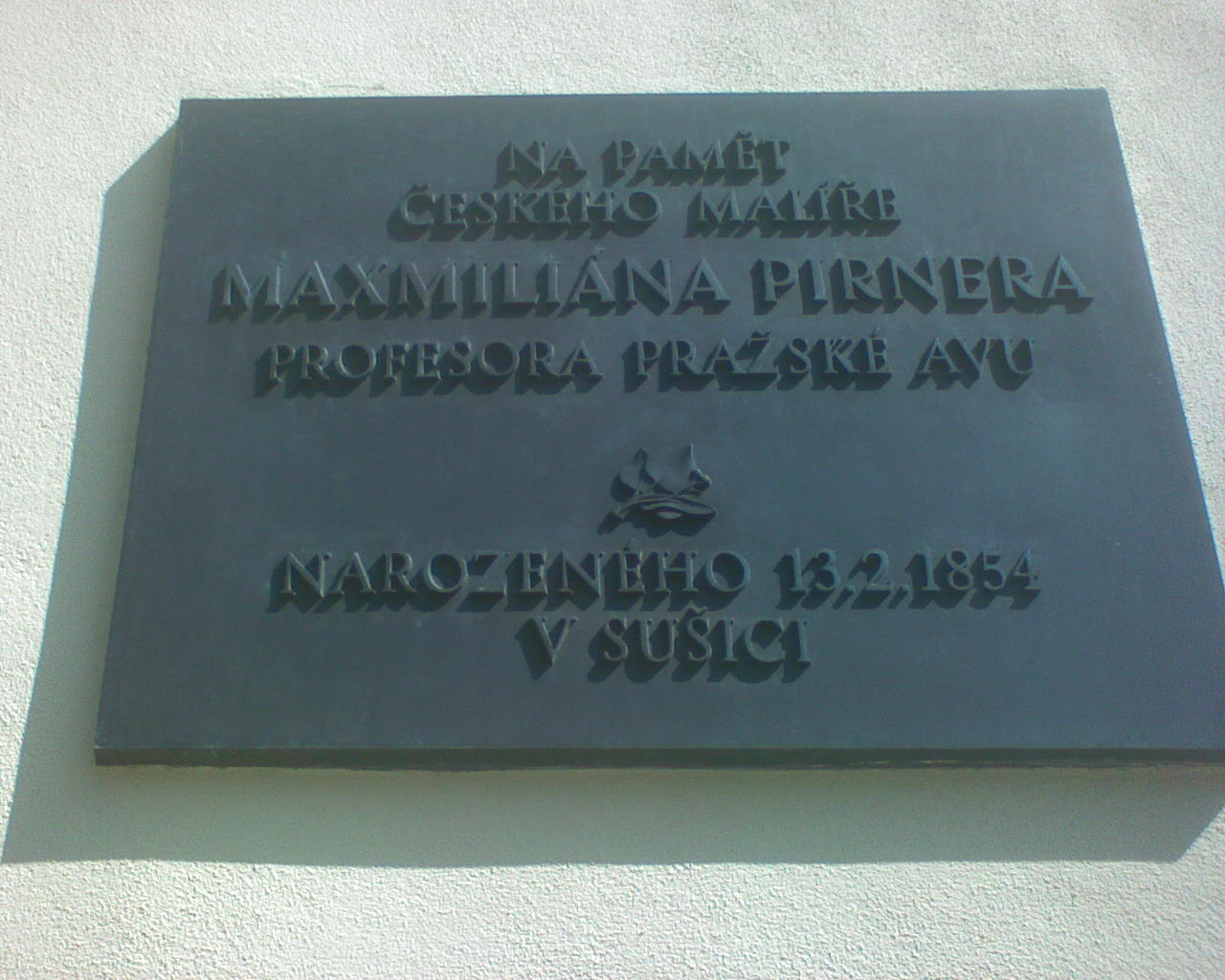
Pamětní deska v Sušici

Maxmilián Pirner, křtěný Daniel Karel (13. února 1854 Sušice – 2. dubna 1924 Praha-Smíchov) byl český malíř, ilustrátor a kreslíř období akademismu a symbolismu, profesor pražské Akademie výtvarných umění.

## Život
Narodil se v rodině soudního rady Jana Pirnera v domě čp. 36 v Sušici. V letech 1872 až 1874 studoval monumentální malbu na pražské Akademii výtvarných umění u Josefa Matyáše Trenkwalda, za kterým pak odešel roku 1875 na vídeňskou Akademii. V Trenkwaldově ateliéru zůstal do roku 1879 a s jeho podporou podnikl roku 1878 studijní cestu do Mnichova. Roku 1880 maloval v Alpách, roku 1883 navštívil Itálii.
Do roku 1887 žil s manželkou převážně ve Vídni, vystavoval zde například na 1. výstavě skupiny Wiener Sezession. Roku 1887 byl povolán vyučovat na Akademii výtvarných umění v Praze žánrovou malbu. V roce 1896 byl jmenován profesorem a vedl ateliér figurální malby. V letech 1898, 1905–1906, 1907–1908 a 1911–1912 byl rektorem Akademie. Od roku 1890 byl členem Krasoumné jednoty a mimořádným členem České královské akademie, od roku 1899 členem Jednoty umělců výtvarných (JUV). Jako pedagog byl velmi oblíbený a ovlivnil dvě generace žáků Akademie.
Urna Maxmiliána Pirnera byla spolu s urnou manželky Josefy uložena v kolumbáriu Husova sboru ve Zbraslavi.

### Rodinný život
Dne 24. září 1894 se v Praze oženil s Josefou Pintzovou (1867–1942). Manželé Pirnerovi měli tři děti; syn Karel Pirner byl spisovatel a technik. Jedním z pravnuků je grafik a malíř Martin Hodek .

## Dílo
Jeho tvorba byla inspirována filozofií (Diogenes, Život, láska nenávist a smrt), literaturou (v níž se pohyboval od ilustrací klasického románu a alegorií přes mytologie až k pohádkovým námětům neoromantismu), po formální stránce dospěl v prvním vrcholu tvorby k monumentální akademické malbě a po ní více tíhl ke komorní tvorbě ve stylu symbolismu a secese. Jeho díla se vyznačují fantazií, ironií i sarkasmem. Svým oblíbeným tématům zůstával věrný až do pozdního věku, kdy se stáhl do ústraní.
- rané ilustrace knih: Lenau, Heinrich Heine, Lessing
- ilustrace pro časopisy: Ver Sacrum, Zlatá Praha, aj. – dával přednost kresbě před malbou
- Náměsíčná (Somnambula), 1878 (NG)
- cyklus ilustrací k báji o Hansi Heilingovi
- cyklus pastelů Démon láska 1883–1884
- Pohádka o hlavě Pallas Athény
- Uměleckohistorická bajka
- Diogenes a sud, 1893
- Víly u pramene 1895 (NG)
- triptych Život, láska, nenávist a smrt 1880–1896
- Finis (Konec všedních věcí), 1887
- Homo homini lupus (Člověk člověku vlkem, Ukřižovaná) kvaš, 1901, in memoriam Arthura Schopenhauera[6]
- Hekaté, 1901
- Živá voda – Gulliver v zemi skřítků, 1910[7]

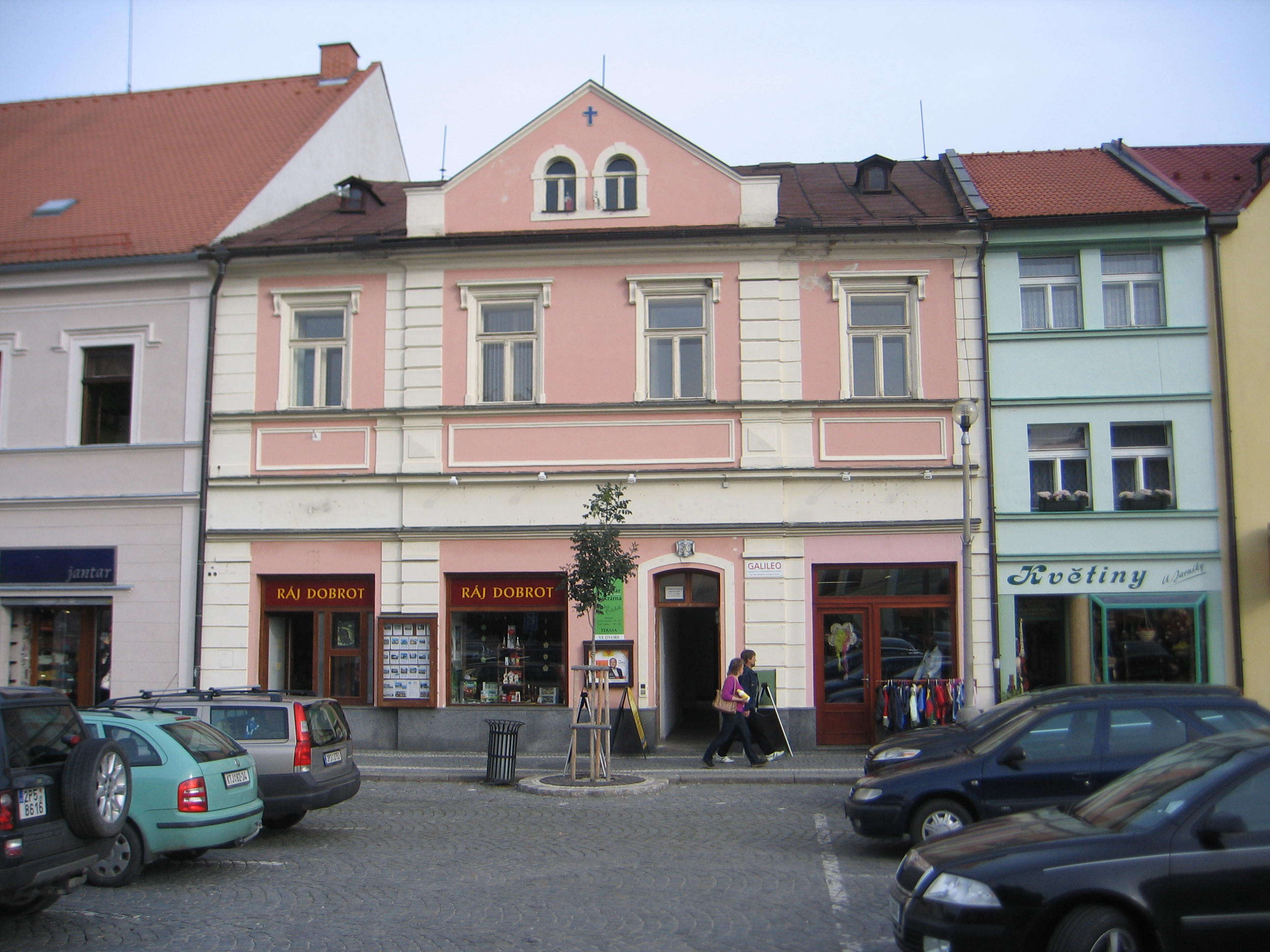
Rodný dům v Sušici

- Alegorie krásy a lásky, 1913[8]
- Kraj lesa, 1880-1890

## Galerie

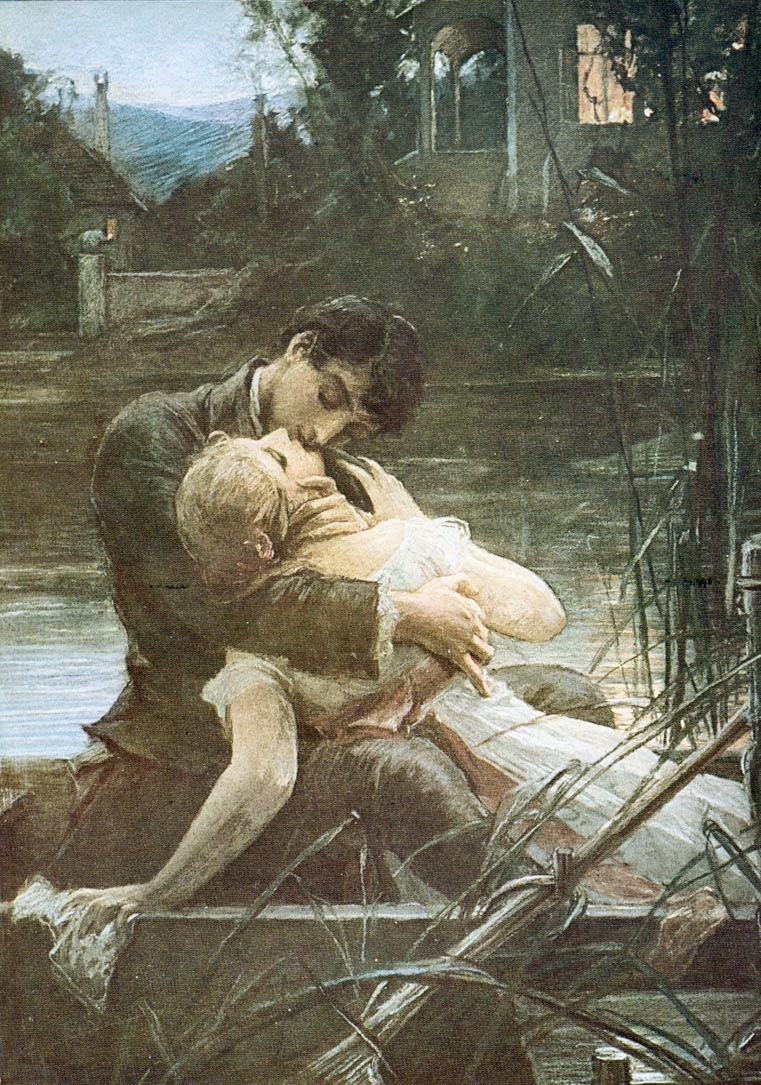
V rozkvětu (1883–84)
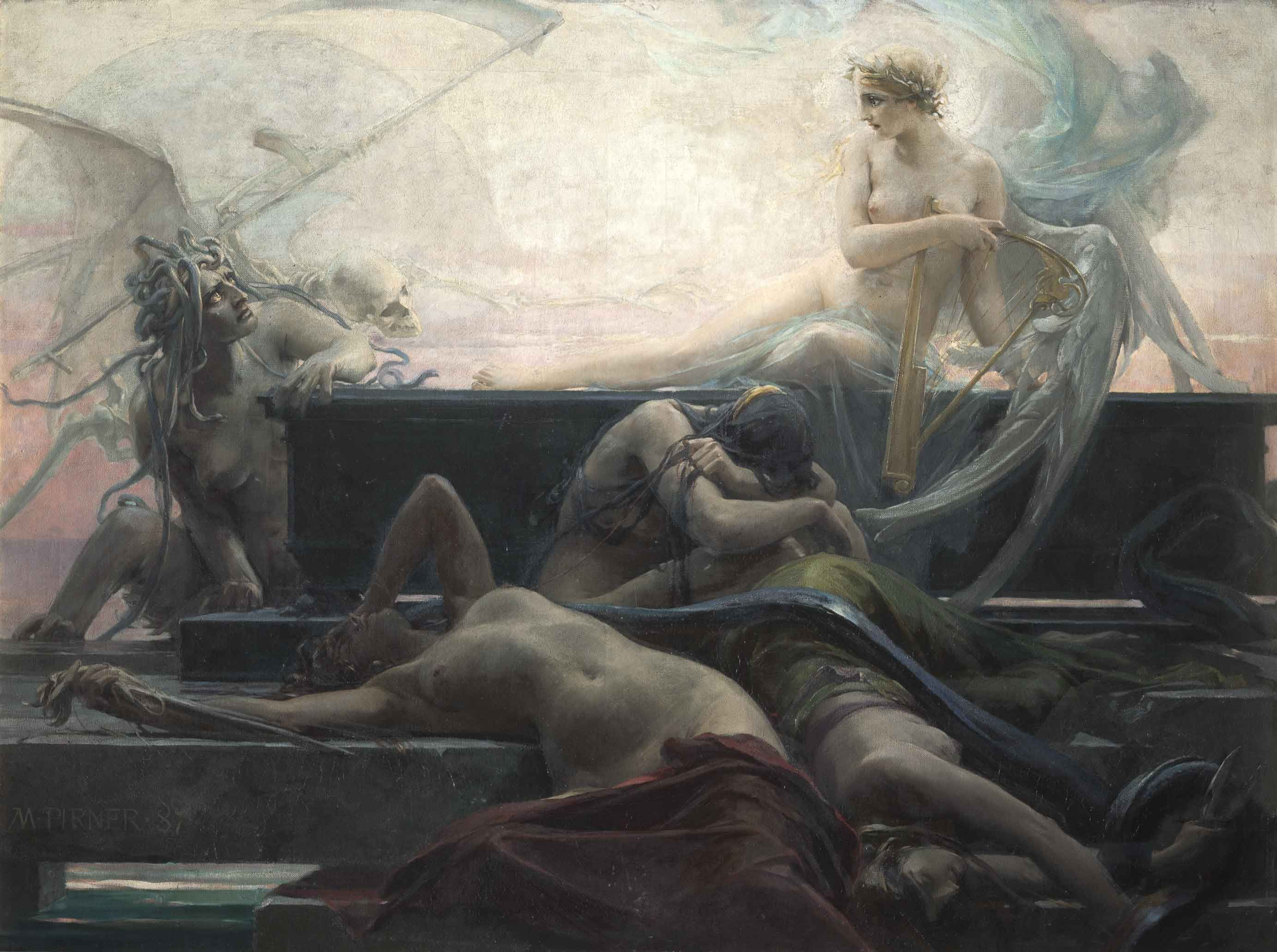
Konec všech věcí (1887)
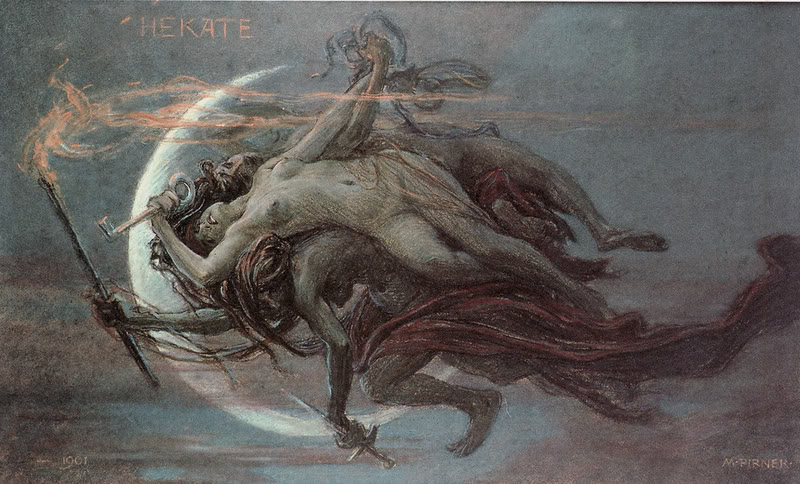
Hekaté (1901)
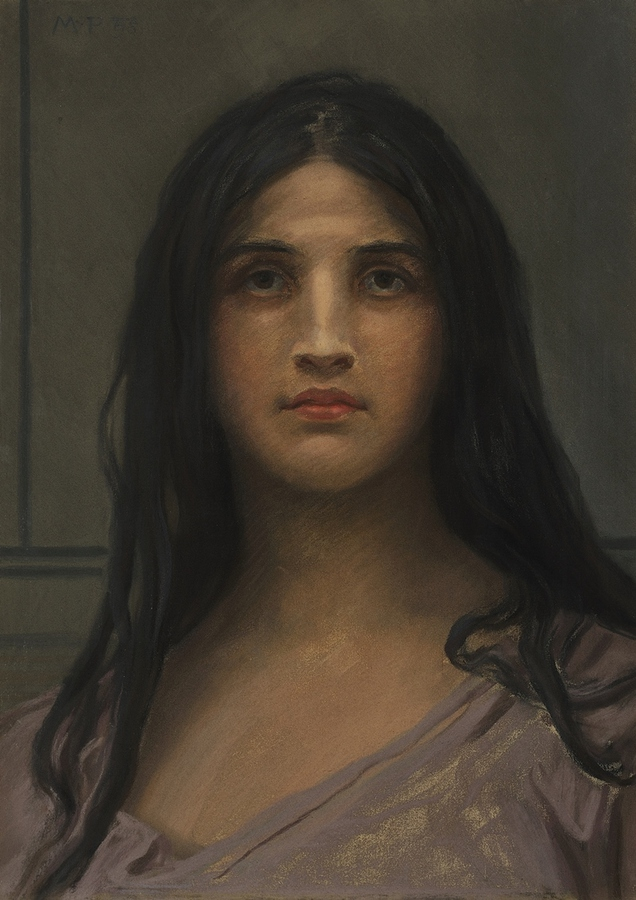
Černá Káča (1895)
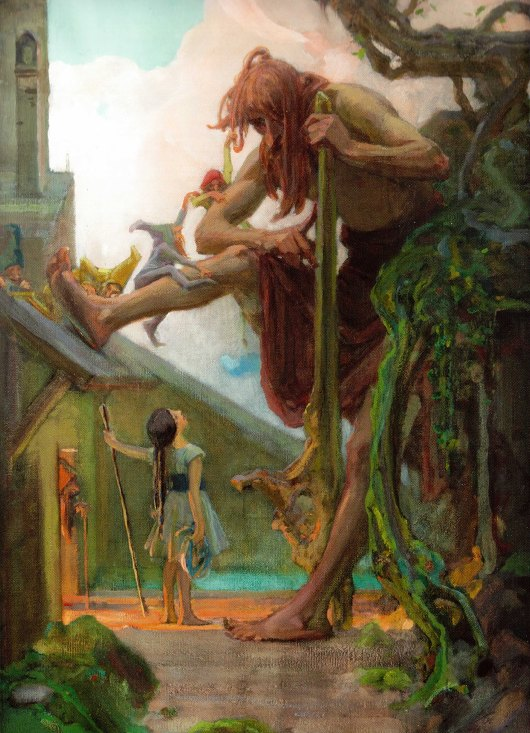
Gulliver mezi skřítky (1910)
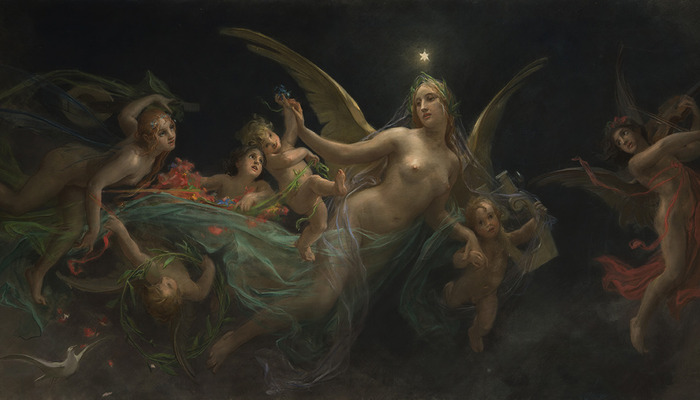
Alegorie
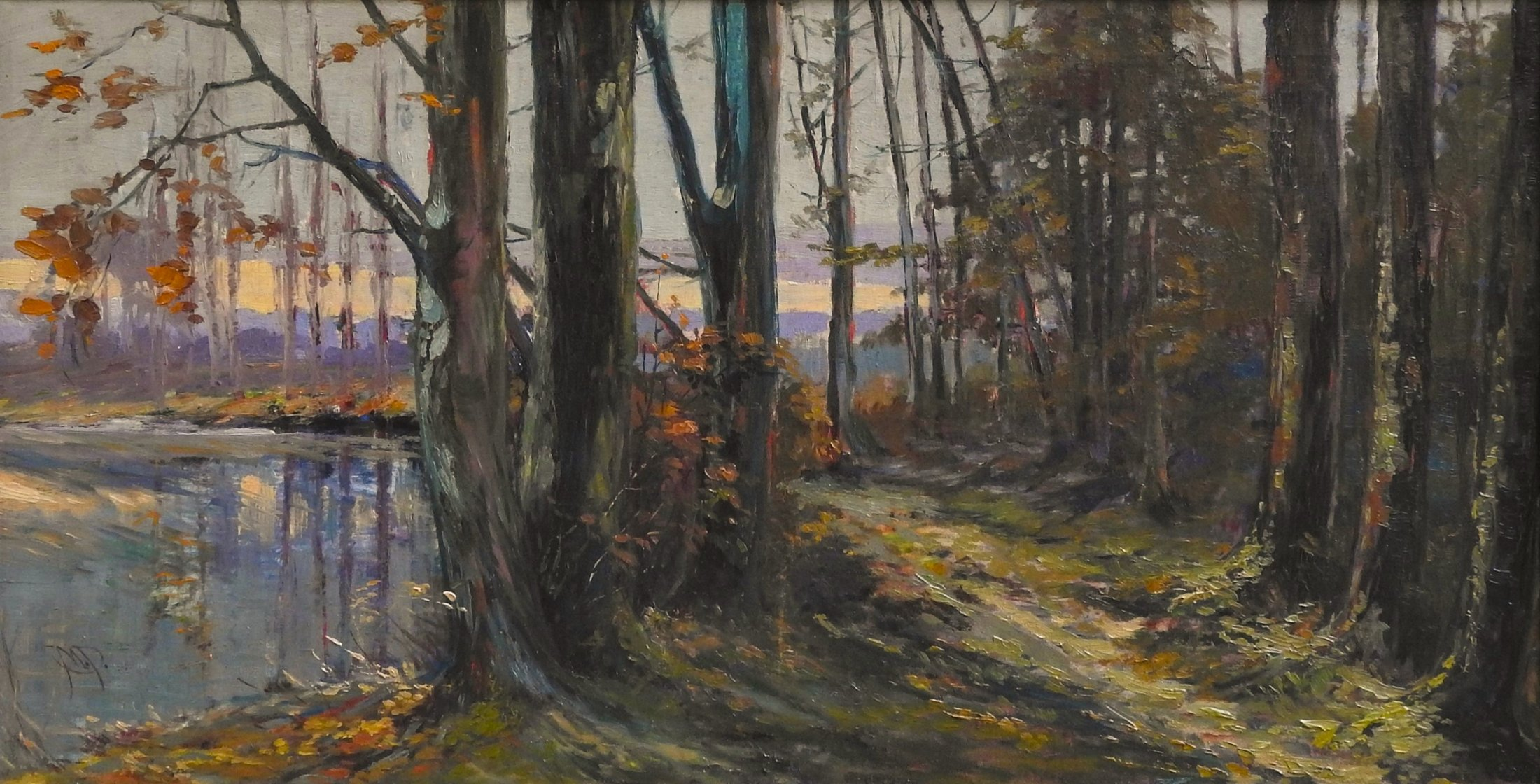
Kraj lesa (1880 -1890)